# Kis vízicsibe

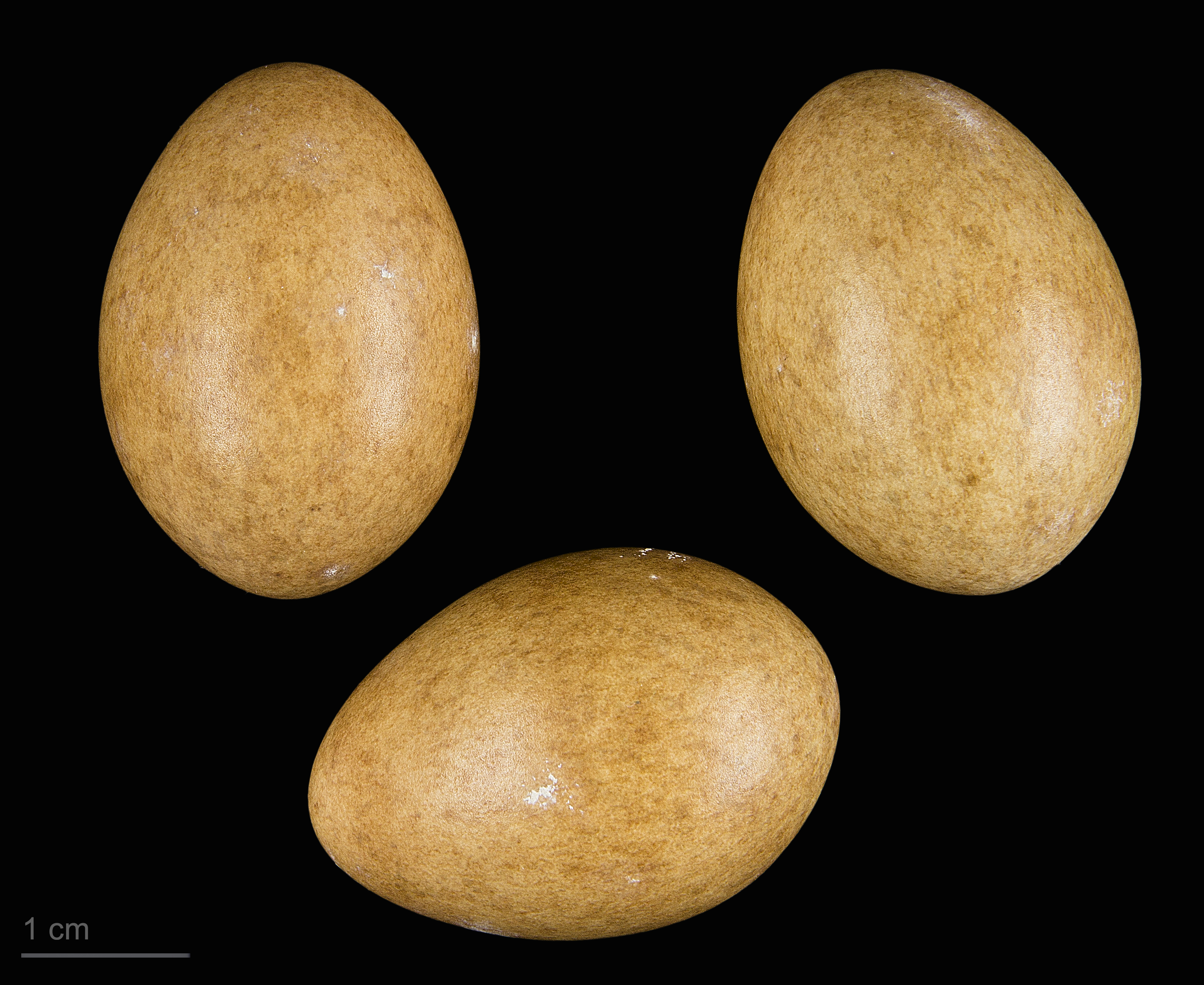
Porzana parva

A kis vízicsibe (Porzana parva) a madarak osztályának darualakúak (Gruiformes) rendjébe, a guvatfélék (Rallidae) családjába tartozó faj

## Előfordulása
Európa keleti és Ázsia nyugati részén költ, telelni Afrikába vonul. Mélyebb vizek, halastavak nádszegélyének lakója.

## Megjelenése
Testhossza 18–20 centiméter, szárnyfesztávolsága 34–39 centiméter, testtömege 40–60 gramm.

## Életmódja
Apró gerinctelen állatokat és zöld növényi részeket keresgél vízben, amiért akár alá is bukik.

## Szaporodása
Gyékényesekben készíti fészkét. Fészekalja 7-9 tojásból áll, melyen 21-23 napig kotlik.

## Kárpátmedencei előfordulása
Márciustól szeptemberig tartózkodik Magyarországon, rendszeres fészkelő. Megfelelő időjárás mellett kevés példány itt is telel.